# Trichomyia dolichopogon
Trichomyia dolichopogon är en tvåvingeart som beskrevs av Alexander, Freitas och Quate 2001. Trichomyia dolichopogon ingår i släktet Trichomyia och familjen fjärilsmyggor. Inga underarter finns listade i Catalogue of Life.